# Honor 10 Lite
Honor 10 Lite — смартфон компанії Huawei під брендом Honor. Телефон був анонсований у лютому 2019 року.
Honor 10 Lite позиціюється як спрощена версія топового смартфона Honor 10.

## Зовнішній вигляд
Корпус Honor 10 Lite виконаний повністю з пластику. Належить до безрамкових апаратів, екран якого займає 90 % передньої панелі. Полірована задня панель має градієнт, що змінюється від темного до світлого в залежності від кута зору. На лицевій панелі апарат має краплеподібний виріз із фронтальною камерою, на задній панелі знаходиться сканер відбитків пальців.
В Україні представлений у 3 кольорах: чорний (Midnight Black), синій (Sapphire Blue), голубий (Sky Blue).

## Апаратне забезпечення
Honor 10 Lite побудований на базі Hisilicon Kirin 710. Включає чотири ядра Cortex A73 по 2.2 ГГц і чотири ядра Cortex-A53 по 1.7 ГГц. Графічний процесор Mali-G51 MP4.
Об'єм внутрішньої пам'яті складає 32 або 64 Гб, оперативної — 3, 4 або 6 ГБ. Телефон підтримує розширення пам'яті завдяки картці microSD до 512 ГБ. Має комбінований слот на 2 Nano-SIM картки.
Телефон отримав IPS екран діагоналлю 6.21 дюйма з роздільною здатністю 1080 x 2340 пікселів. Щільність пікселів — 415 ppi. Співвідношення сторін — 19.5:9.
Два модулі основної камери — 13 МП з діафрагмою f/1.8 (широкий кут, PDAF) та 2 МП з діафрагмою f/2.4 (сенсор глибини), знімає відео в Full HD.
Фронтальна камера — 24 МП, об'єктив f/2.0 (широкий кут) із можливістю застосування 8 різних сценаріїв на основі штучного інтелекту.
Незнімний акумулятор місткістю 3400 мА/г, підтримує функцію швидкісного заряджання.

## Програмне забезпечення
Honor 10 Lite працює на базі операційної системи Android 9.0 (Pie) з графічною оболонкою EMUI 9.0.
Інтерфейси: Wi-Fi 802.11 a/b/g/n/ac (2.4 ГГц), Bluetooth 4.2 + BLE, micro-USB з функцією USB On-The-Go.
Передача даних: GPS, ГЛОНАСС, BeiDou, AGPS.
Смартфон отримав такі сенсори: датчик наближення, датчик освітленості, цифровий компас, акселерометр, гіроскоп, сканер відбитків пальців.
Телефон має: FM-радіо, NFC, вхід для навушників 3.5 мм.

## Комплектація
До комплекту входить: телефон, документація, зарядний пристрій з кабелем, ключ для вилучення картки, чохол-бампер.
Ціна в магазинах України — від 4499 грн.